# Phantomschmerz (2018)
Phantomschmerz, Untertitel Der Fall Finn Fischer, ist ein deutscher Kinofilm aus dem Jahr 2018. Er kam am 6. September 2018 in die deutschen Kinos.

## Handlung
Zwei Jahre nach dem Tod seines jüngeren Bruders steigt beim Taxifahrer Finn der betrunkene Chefarzt Ben Eisberg ein, der, nachdem sein Bruder auf dem OP-Tisch verstorben war, seinen Eltern die Todesnachricht überbracht hatte. Während der Fahrt kommt er mit dem Chefarzt ins Gespräch und mehr und mehr kommt ihm dabei der Verdacht, dass der Tod seines Bruders sich anders zugetragen hat, als man es ihm und seinen Eltern erzählte.
Er wendet sich an die Klinik, wo sein Bruder nach dem Unfall eingeliefert wurde, und muss feststellen, dass es dort keinerlei Unterlagen zu seinem Bruder gibt, was seine Vermutung bestärkt, dass der damals behandelnde Chefarzt sie bezüglich der Todesursache seines Bruders belogen hat und mit aller Gewalt ein schreckliches Geheimnis zu verbergen versucht.
Der Film entwickelt sich zu einem Thriller, in den Finn und seine neue Liebe Ellie verstrickt werden. Die Studentin Ellie lernte Finn in derselben Nacht kennen, in der er den Chefarzt in seinem Taxi fuhr.
Der Tod seines Bruders hat schon vor Jahren in Finns Familie für ein Familiendrama gesorgt, und nun reißt es aufgrund seiner Recherchen eine weitere Familie in eine schwere Krise.

## Hintergrund
Phantomschmerz – Der Fall Finn Fischer ist die erste Produktion des Unternehmens Camcore. Die Dreharbeiten fanden von Mitte Februar bis Mitte Mai 2017 in Espelkamp, Bielefeld und Minden statt. Der Film kam am 6. September 2018 in die Kinos und wurde am 1. Februar 2019 auf DVD und Blu-ray Disc veröffentlicht.

## Kritik
Die Redaktion des Lexikon des internationalen Films vergab zwei von fünf Sternen und resümierte: „Der vorwiegend als Rückblick aufgerollte Thriller glänzt durch eine außergewöhnliche Kameraarbeit, verheddert sich aber mit dem Plot und den Dialogen. Auch inszenatorisch lässt der Low-Budget-Film das rechte Maß vermissen.“